# Asoereti
Asoereti (Georgisch: ასურეთი; historisch Elisabethtal, Russisch: Елизаветталь) is een dorp met 978 inwoners (2014) in het zuiden van Georgië en ligt in de gemeente Tetritskaro van de regio Kvemo Kartli. Het dorp stond tussen 1818 en 1921 bekend als Elisabethtal, de naam die de hiernaartoe gemigreerde Kaukasusduitsers aan de plaats gaven. Asoereti ligt 16 kilometer hemelsbreed ten zuidwesten van hoofdstad Tbilisi op een hoogte van ongeveer 730 meter boven zeeniveau.

## Geschiedenis

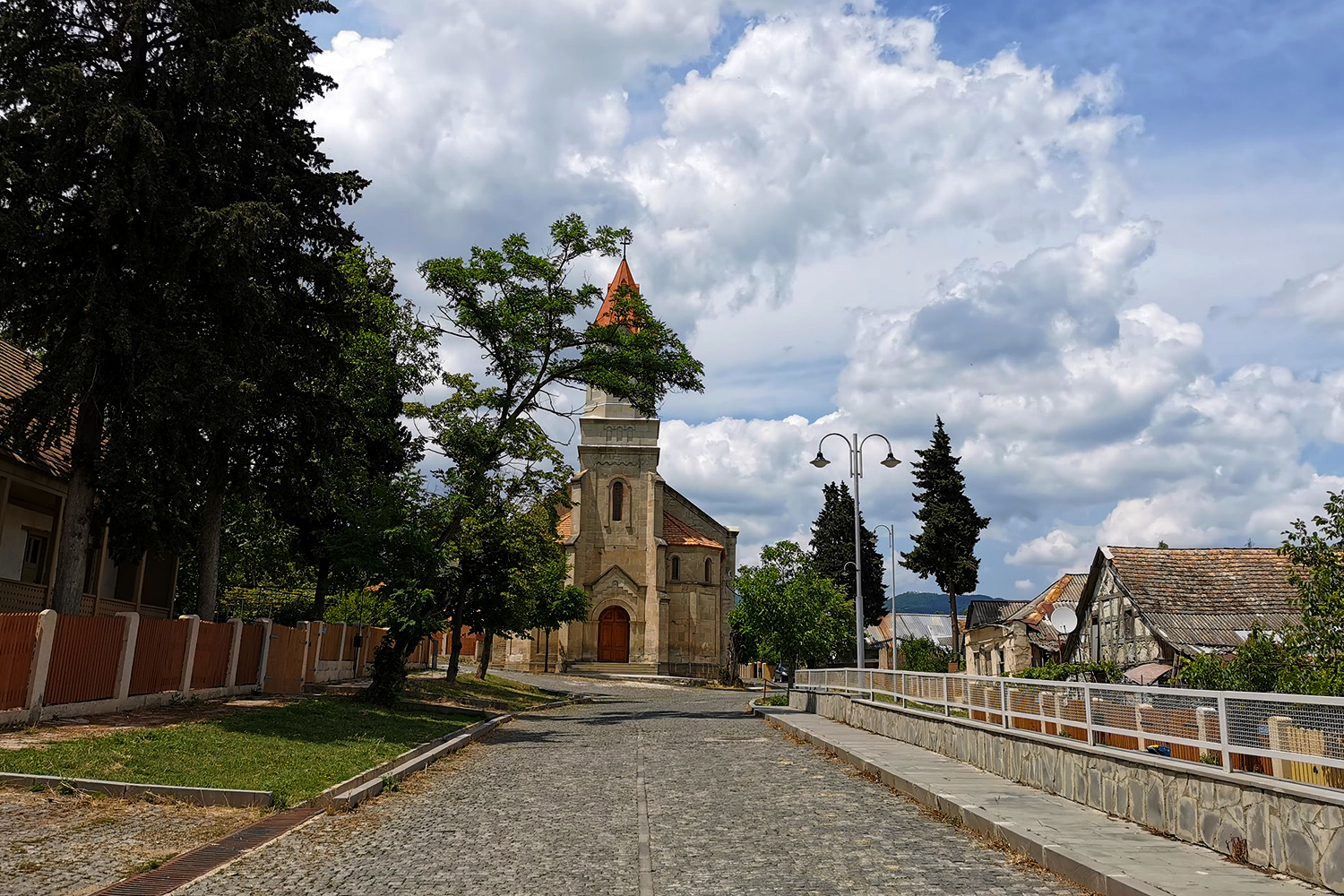
Lutherse kerk

Asoereti is van oorsprong een Georgisch dorpje, dat net als vele andere nederzettingen in Kvemo Kartli in de 18e eeuw ontvolkt raakte door aanhoudende invasies. Na de annexatie van het gebied begin 19e eeuw door het Russische Rijk raakte het gebied weer bewoond. Kolonistenfamilies uit de Duitse streek Zwaben migreerden naar delen van het Russsiche Rijk, waaronder Georgië. Deze zogeheten Kaukasusduitsers stichtten vanaf 1818 verschillende koloniën, nadat tsaar Alexander I een jaar eerder daar toestemming voor had verleend. De Duitsers emigreerden onder meer naar de Kaukasus om economische redenen maar ook vanwege hun Lutherse geloof.

### Elisabethtal
In 1818 werd het dorp Elisabethtal opgericht op de plek van het verlaten dorp Asoereti. De naam verwees naar keizer-gemalin Elisabeth Alexejevna en vestigden zich hier meteen 65 families (307 personen). Door gebrek aan voldoende vrije landbouwgrond, vertrokken in 1857 38 families naar de omgeving van Tsalka, waar ze het dorp Alexandergilf stichtten, het hedendaagse Trialeti. De gemeenschap in Elisabethtal draaide voornamelijk op het maken van wijn, onder meer door de geschikte grond. Het werd een van de meest welvarende Duitse gemeenschappen in de Kaukasus. In 1871 werd de tweede grootste Zwabische Lutherse kerk geopend. Deze kerk staat nog steeds fier in het dorp, ondanks latere communistische vernielingen. 

### Asoereti
Na de invasie door het Rode Leger in de Democratische Republiek Georgië en de annexatie van het land in de Sovjet-Unie werd Elisabethtal in 1921 hernoemd in Asoereti, de oorspronkelijke Georgische naam. De collectivisering van de economie leidde tot het vertrek van velen uit het dorp. Vanaf 1935 werden de Duitse kolonisten in de Kaukasus het mikpunt van onderdrukking en werden honderden opgepakt en verbannen naar verre oorden of geëxecuteerd. Na het uitbreken van de Grote Vaderlandse Oorlog in 1941 tegen Nazi-Duitsland werd op 8 oktober 1941 een resolutie aangenomen die bepaalde dat bijna alle Duitsers die op het grondgebied van de Sovjet-Unie woonden moesten worden gedeporteerd naar afgelegen gebieden zoals Kazachstan. Dit gold ook voor de Duitsers van Asoereti.
Georgiërs uit Ratsja in het noorden van Georgië werden vervolgens geherhuisvest in Asoereti. De Kaukasusduitsers en hun nakomelingen mochten tot 1955 hun ballingsoord in Centraal-Azië niet verlaten. Volgens bronnen mochten ruim 2000 Duitsers in 1979 terugkeren naar Georgië. Na het uiteenvallen van de Sovjet-Unie en het openen van de grenzen gaven de Duitsers de voorkeur aan repatriëring naar Duitsland, in plaats van terug te keren naar Georgië.
In 2019 werd de Zwabische geschiedenis van Asoereti geëerd door de hoofdstraat in de oude kern te hernoemen van Josef Stalinstraat naar Schwabenstraße. In 2019-2020 werd de Lutherse kerk gerenoveerd en werd de torenspits in ere hersteld in het kader van een groter toeristisch project in de regio.

## Demografie
Volgens de volkstelling van 2014 had Asoereti 978 inwoners. De bevolking van het dorp bestond volgens deze telling voor 97,1% uit Georgiërs. Verder woonden er enkele Armeniërs en Russen. Vanaf de oprichting van Elisabethtal in 1818 tot aan de massadeportatie van de Duitsers in 1941 was het dorp een vrijwel exclusief door Duitsers bewoond dorp. Door de Sovjetisering na 1921 kwamen er geleidelijk andere inwoners, en met de deportatie van de Duitsers en hervestiging van Georgiërs uit Ratsja, verschoof de balans na 1941 sterk.   
| Aantal                                                                  | 307 | 434 | 561 | 664 | 851 | 1.178 | 1.409 | 2.120 | 2.157 | 1.272 | 2.128 | - | 1.237 | 978 |
| Verantwoording data: 1818-1936, 1923, 1936, volkstellingen 2002 en 2014 |     |     |     |     |     |       |       |       |       |       |       |   |       |     |

## Vervoer
Asoereti ligt aan de nationale route Sh31, een belangrijke pan-regionale route die via de S6 hoofdstad Tbilisi met Samtsche-Dzjavacheti verbindt.

## Foto's

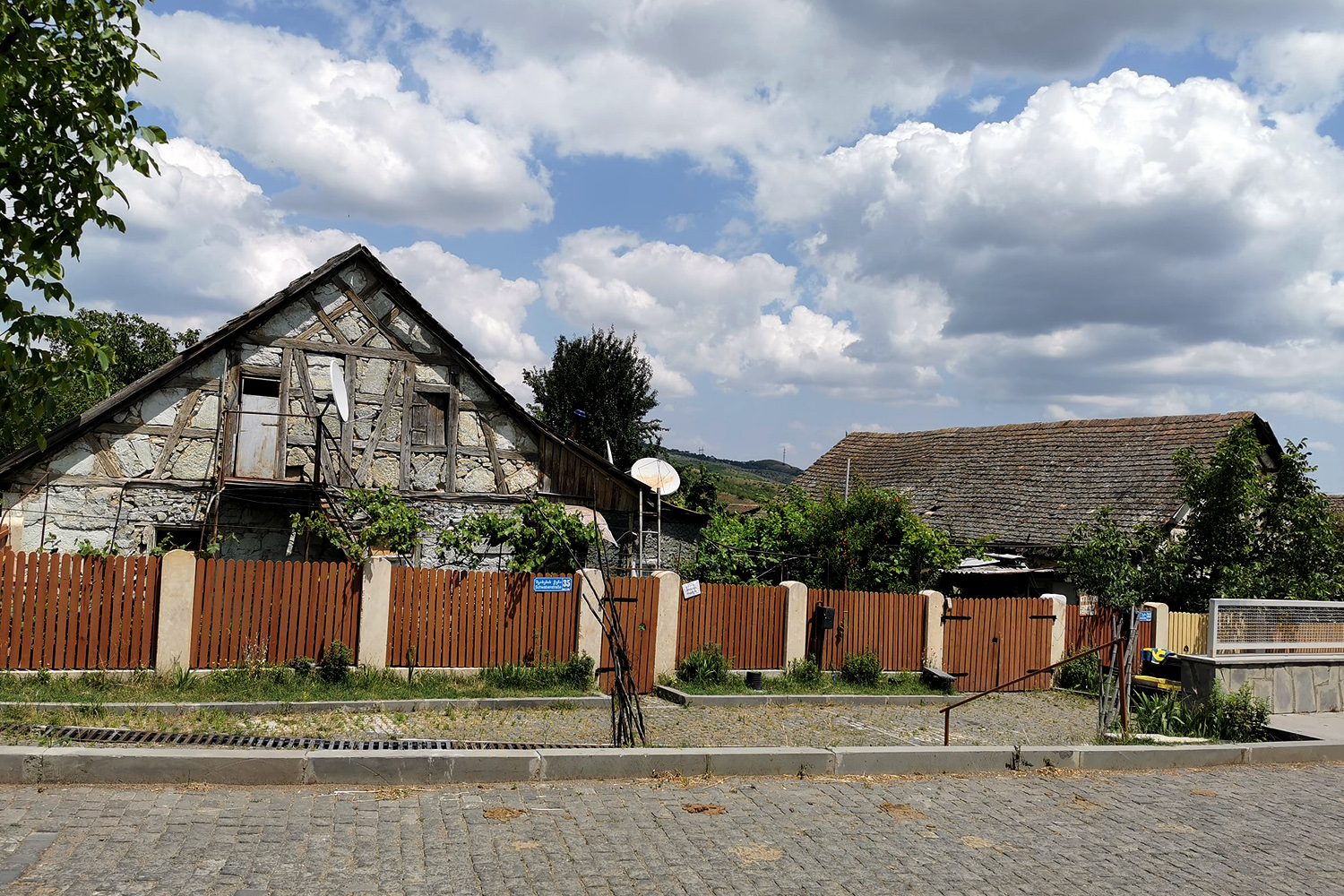
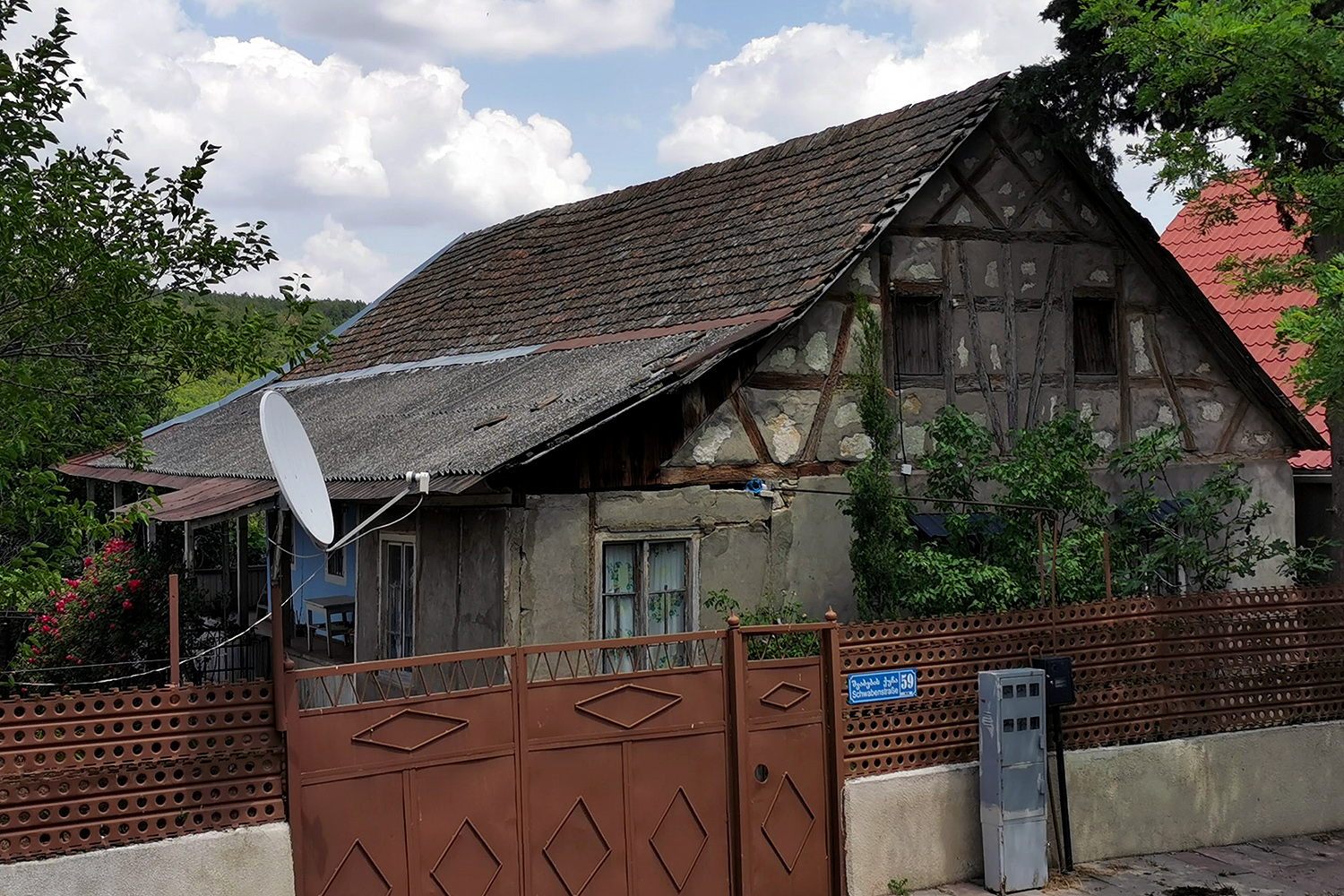
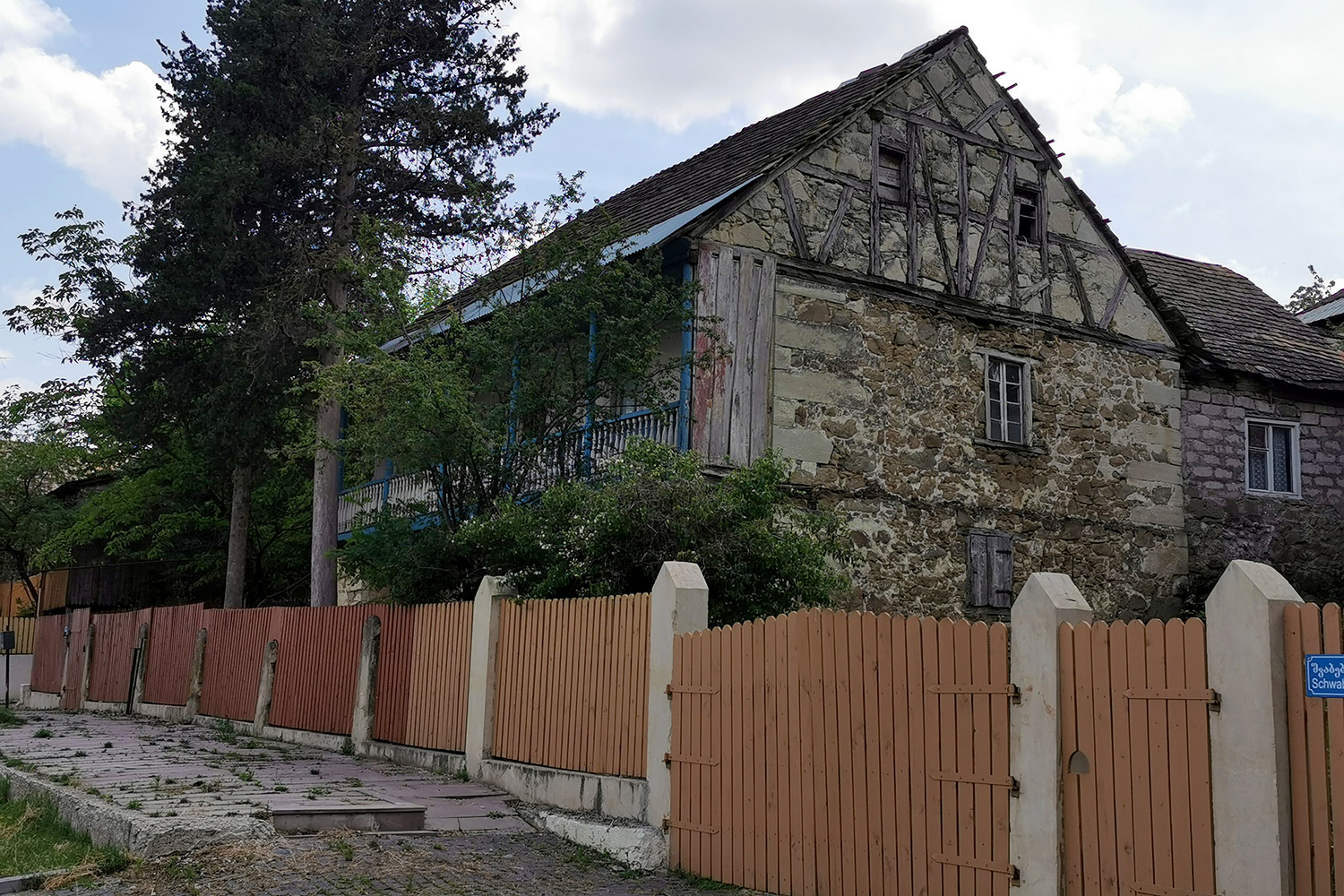